# Távolugrás
A távolugrás atlétikai versenyszám, az ugrószámok egyike. Célja, hogy nekifutásból elrugaszkodva a lehető legtávolabbra ugorjon a távolugró.

## Története
Már az ókori görögök is ismerték. Napjainkban az olimpiai játékok versenyszámai közt is szerepel. 

## A pálya
A salakkal vagy szintetikus anyagokkal töltött futópálya minimum 40 m, maximum 45 m hosszú. Szélessége 1,22 és 1,25 m között van, mindkét oldalán 5 cm vastag fehér csíkkal.
Az ugrógödör legalább 9 m hosszú, 2,75 m széles és 30 cm mély homokkal töltött gödör. A homokot minden ugrásnál (az érvénytelennél is) el kell egyengetni. Az elugrás helyét egy fából vagy más alkalmas, merev anyagból készült 1,22-1,25 m hosszú, fehér gerendával kell jelölni, ez a rugaszkodóléc. A lécnek a futópályával egy szintben kell lennie, keresztezve azt. Mögé plasztilin betétet vagy homokot kell szórni, ami jelzi az esetleges belépést és az ugrás érvénytelenségét.

## Hibás ugrások
Hibás a kísérlet, hogyha:
- a talajfogás során a leérkező helyen kívül érinti a talajt közelebb az elugrás helyéhez, mint az ugrás által előidézett, ahhoz legközelebbi nyom;
- az ugrás befejezése után a leérkező helyen keresztül megy vissza;
- szabad át fordulás (szaltó) bármilyen formáját alkalmazza, akár a nekifutás, akár az ugrás során;
- a ugrás helye felé megy vissza;
- ha belépett.